# Tagasta longipenne
Tagasta longipenne is een rechtvleugelig insect uit de familie Pyrgomorphidae. De wetenschappelijke naam van deze soort is voor het eerst geldig gepubliceerd in 1987 door Balderson & Yin.